# Instituto de Ética y Tecnologías Emergentes
El '''Instituto de Ética y Tecnologías Emergentes (IEET)''' es un grupo tecnoprogresista que busca "promover ideas sobre cómo el progreso tecnológico puede aumentar la libertad, la felicidad y el florecimiento humano en sociedades democráticas". 
Fue incorporada en los Estados Unidos en 2004, como una organización sin fines de lucro 501(c)(3), por el filósofo Nick Bostrom y el bioético James Hughes .
El grupo de expertos pretende incidir en el desarrollo de políticas públicas que distribuyan los beneficios y reduzcan los riesgos del cambio tecnológico. Ha sido descrito como "uno de los grupos más importantes" en el movimiento transhumanista, y como uno de los grupos transhumanistas que "desempeñan un papel fuerte en el ámbito académico". 
El IEET trabaja con Humanity Plus (también fundada y presidida por Bostrom y Hughes, y anteriormente conocida como Asociación Transhumanista Mundial), una organización no gubernamental internacional con una misión similar pero con un enfoque activista más que académico.  A varios pensadores tecnoprogresistas se les ofrecen puestos como miembros del IEET. Las personas que han aceptado tales nombramientos con el IEET apoyan la misión del instituto, pero han expresado una amplia gama de puntos de vista sobre las tecnologías emergentes y no todos se identifican como transhumanistas. A principios de octubre de 2012, Kris Notaro se convirtió en director general del IEET después de que el anterior director general, Hank Pellissier, dimitiera. En abril de 2016, Steven Umbrello se convirtió en director general del IEET.  Marcelo Rinesi es el Director de Tecnología del IEET.

## Actividades

### Publicaciones
El Instituto publica el "Journal of Ethics and Emerging Technologies"(JEET), anteriormente "Journal of Evolution and Technology" (JET), una revista académica revisada por pares . JET se estableció en 1998 como Revista de Transhumanismo y obtuvo su título actual en 2004. El editor en jefe es Mark Walker. Cubre la investigación futurológica sobre desarrollos a largo plazo en ciencia , tecnología y filosofía que "muchas revistas convencionales rechazan por considerarlas demasiado especulativas, radicales o interdisciplinarias".  El instituto también mantiene un blog de tecnología y ética que cuenta con el apoyo de varios escritores. 

### Programas
En 2006, el IEET puso en marcha las siguientes actividades: 
1. Asegurar el futuro : identificación y promoción de soluciones globales a las amenazas al futuro de la civilización.
2. Derechos de la Persona : Campaña para profundizar y ampliar el concepto de derechos humanos .
3. Vidas más largas y mejores : argumentos a favor de vidas más largas y saludables, abordando las objeciones a la extensión de la vida , desafiando las actitudes discriminatorias por edad y capacitistas que desalientan la plena utilización de la tecnología sanitaria.
4. Visualizando el futuro : Colección de imágenes de posthumanidad e inteligencia no humana, positivas, negativas y neutrales, por ejemplo, en ciencia ficción y cultura popular; compromiso con críticos culturales, artistas, escritores y cineastas para explorar las lecciones que se derivarán de ellos.

Desde entonces, el instituto ha desviado su investigación de estos programas hacia la investigación sobre las implicaciones políticas de la mejora humana y otras tecnologías emergentes. Desde entonces se ha asociado con el Centro de Ética Aplicada de la Universidad de Massachusetts Boston para centrarse en dos programas específicos:
1. La inteligencia artificial y el futuro del trabajo, la democracia y los conflictos
2. Cyborgs y mejora humana

### Conferencias
A finales de mayo de 2006, el IEET celebró la conferencia "Human Enhancement Technologies and Human Rights" en la Facultad de Derecho de la Universidad de Stanford en Stanford, California.  El IEET, junto con otras organizaciones progresistas, organizó una conferencia en diciembre de 2013 en la Universidad de Yale sobre cómo otorgar derechos de "personalidad" a varias especies.  Los becarios del Instituto representan al Instituto en varias conferencias y eventos, incluido el Instituto de Conceptos Avanzados de la NASA y la Asociación Estadounidense para el Avance de la Ciencia .  En 2014, el IEET lideró y/o copatrocinó cinco conferencias entre ellas: Eros Evolving: The Future of Love, Sex, Marriage and Beauty  en abril en Piedmont, California, y Global Existencial Conferencia sobre riesgos y futuros radicales en junio en Piedmont, California. 